# Paul Mari
Pour les articles homonymes, voir Mari.
Paul Mari est un poète français né le 5 mai 1930 à Nice dans les Alpes-Maritimes, et mort dans la même ville le 11 janvier 2015. Il était le fondateur des Rencontres poétiques de Provence.

## Biographie
Paul Mari est né en 1923 à Coaraze dans les Alpes-Maritimes, village dont il sera le maire pendant 18 ans à partir de 1953,.

## Rencontres artistiques

### Le Club des jeunes
Au début des années cinquante, alors étudiant, il fonde à Nice le Club des Jeunes avec Robert Rovini et René de Cugis. Ils seront ensuite rejoints par Jacques Lepage.

### Les Rencontres poétiques de Provence
C'est à Coaraze qu'il crée, en 1955, les Rencontres poétiques de Provence, qui seront présidées jusqu'à sa mort par Jean Cocteau.
Chaque année, plus de deux cents poètes venus de toute la francophonie, s'y réunissent. Un prix de poésie est attribué avec le concours du Club des jeunes. Sont membres du jury : Gabriel Audisio, Jacques Lepage, Armand Lunel, Norge, Jean Onimus, Jean Rousselot, André Verdet.
Parmi les personnalités qui fréquentèrent ces Rencontres au fil des années, se trouvent : Tristan Tzara, Charles Vildrac, Pierre Caminade, ou encore Pierre Béarn.

## Œuvre
Paul Mari est l'auteur prolifique de nombreux écrits poétiques, publiés dans des recueils dédiés ou dans des revues littéraires.

### Littérature poétique
- Symphonica sacra, Éditions Henri de Lescoet (Illustrations Henri Maccheroni), en 1952.
- Illusoire, Éditions Seghers, en 1953.
- Consciences, Éditions Seghers, en 1953.
- Figures de danse, Éditions José Millas-Martin (Préface de Jean Rousselot, illustrations de Gabriel Paris), en 1954.
- Grotesques, Éditions Oswald (Illustrations Jean-Marie Thibaud, préface de Jean Onimus), en 1955.
- Voyage en tête, Éditions José Millas Martin, en 1963.
- Le Parcours du piéton, Prix François Villon, Éditions Millas-Martin, en 1964.
- Coaraze, Éditions Chambelland (Illustré par Orlando Pelayo), en 1967.
- L’Emploi du temps, Prix de la Sonde de Rome, Éditions Chambelland (Illustré par Henri Goetz, préface de Jean Malrieu, en 1969.
- La vie c'est des platanes et des filles sur des chaises, Éditions Caractère, en 1972.
- Décors et des autres, Éditions Saint-Germain-des-Près, (Illustré par Henri Goetz et Geneviève Couteau.), en 1976
- La Fin d’une histoire, Éditions L'Harmattan, en 2011[8].
- Inédits dans la revue Les Hommes sans Épaules, numéro 26 (2008) rubrique « Ainsi furent les Wah »[9] et numéro 28 (2009) rubrique « Le poème surprise »[10]

### Court-métrage
Paul Mari est le scénariste du film Fait à Coaraze qui a obtenu le cinquième Prix Jean-Vigo du court-métrage en 1965.

### Édition
En tant que fondateur des éditions Coaraze, il publie aussi des œuvres d'autres poètes contemporains :
- Miracle Smith, de Claude Pascal, illustré par Arman
- Leonardo Da Vinci le rebelle, d’André Verdet avec une lithographie d'Ambrogliani
- aramature centrale de Roland Claudel (Héros des Brigades internationales)
- Si j'en crois le jasmin de Madeleine Riffaud (Poèmes sur la guerre d’Algérie).

## Prix
Il a obtenu les prix suivants :
- Prix François Villon en 1964 (cf. supra)
- Prix Thorlet de l’Académie Française en ?
- Prix de la Sonde de Rome en 1969 (cf. supra)
- Prix Jean-Vigo du court-métrage en 1965 (cf. supra)